# Caldesia grandis
Caldesia grandis är en svaltingväxtart som beskrevs av Gunnar Samuelsson. Caldesia grandis ingår i släktet Caldesia och familjen svaltingväxter. IUCN kategoriserar arten globalt som livskraftig. Inga underarter finns listade.

## Bildgalleri

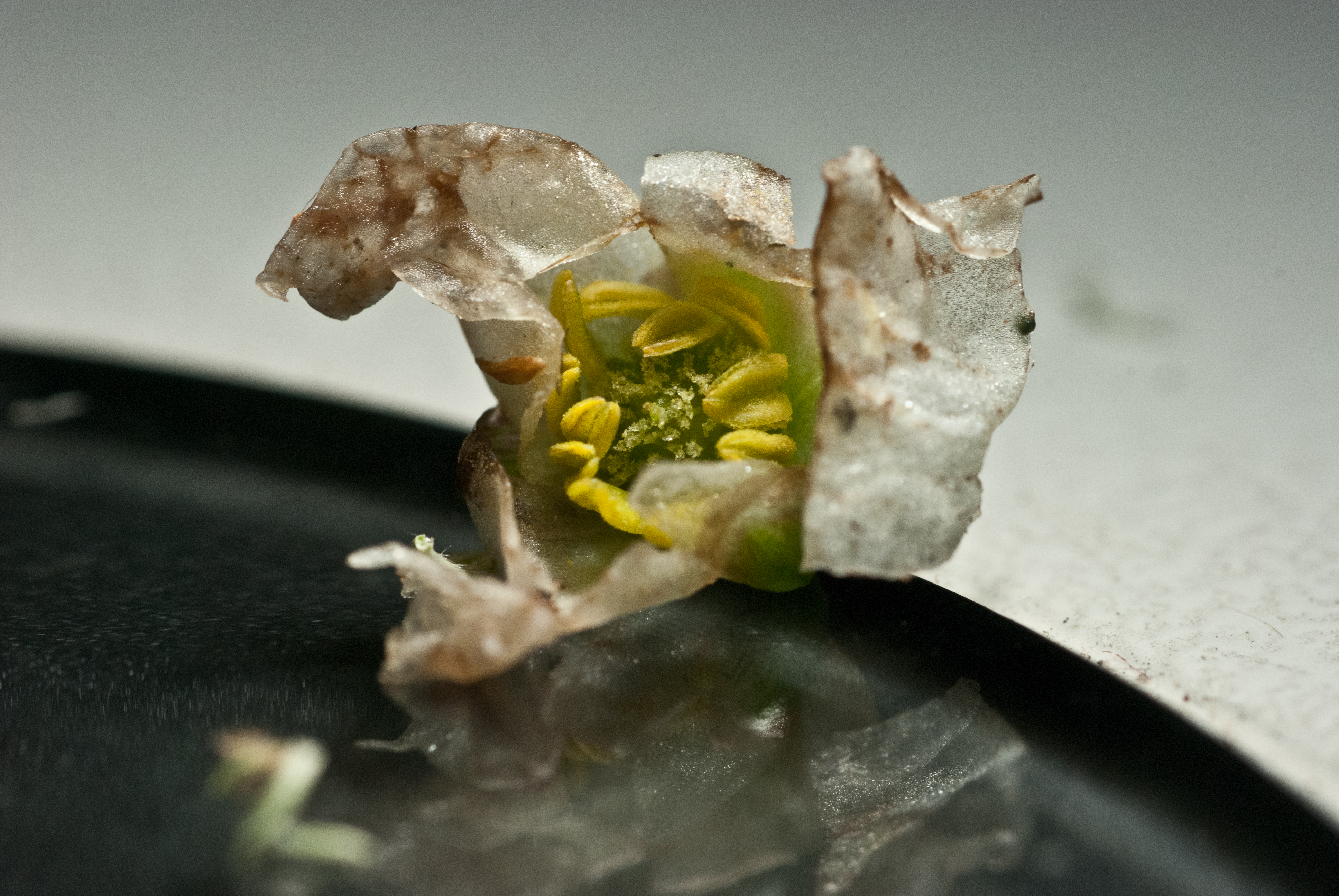